# Sobasina platypoda
Espèce
Sobasina platypoda est une espèce d'araignées aranéomorphes de la famille des Salticidae.

## Distribution
Cette espèce est endémique des Fidji. Elle se rencontre sur Viti Levu et sur Ovalau.

## Description
Les mâles mesurent de 2,6 à 3,1 mm et les femelles de 3,3 à 3,8 mm. Cette araignée est myrmécomorphe.

## Publication originale
- Berry, Beatty & Prószyński, 1998 : Salticidae of the Pacific Islands. III. Distribution of Seven Genera, with Description of Nineteen New Species and Two New Genera. Journal of Arachnology, vol. 26, no 2, p. 149-189 (texte intégral).